# Kapitał obrotowy
Kapitał obrotowy (zwany kapitałem pracującym) stanowi nadwyżkę aktywów obrotowych nad zobowiązaniami krótkoterminowymi:
KON = AKTYWA OBROTOWE – ZOBOWIĄZANIA BIEŻĄCE (krótkoterminowe)
Kapitał obrotowy netto jest to również ta część kapitałów stałych przedsiębiorstwa, która finansuje aktywa obrotowe, a nie finansuje aktywów trwałych: KON = KAPITAŁ STAŁY – AKTYWA TRWAŁE
Przedstawia to grafika poniżej:

Firmy muszą utrzymywać odpowiedni poziom kapitału obrotowego netto aby zapewnić właściwe relacje między tempem wzrostu firmy, jej sprzedaży a poziomem majątku obrotowego. Na przykład wzrost sprzedaży powoduje konieczność utrzymywania wyższego poziomu zapasów a to z kolei określa zapotrzebowanie na środki niezbędne do ich finansowania.
Odpowiedni poziom kapitału obrotowego netto pozwala uniknąć:
- wysokich kosztów pozyskania kapitału na finansowanie bieżącej działalności przedsiębiorstwa,
- strat wynikających z konieczności szybkiej sprzedaży majątku (nawet poniżej ich wartości) w celu pozyskania kapitału na bieżącą działalność firmy.

Strategie zarządzania wysokością kapitału obrotowego netto są dwie:
Konserwatywna:
- polega na utrzymywaniu wysokiego stanu aktywów obrotowych i niskiej wartości zobowiązań bieżących,
- w efekcie daje firmie wysoką płynność finansową, ale też obniża jej rentowność.

Agresywna:
- celem jest utrzymywanie niskiej wartości aktywów obrotowych w relacji do zobowiązań bieżących,
- skutkiem jest obniżenie płynności finansowej przedsiębiorstwa,
- w efekcie zwiększa się rentowność firmy.

## Składniki kapitału obrotowego
W skład kapitału obrotowego wchodzą takie czynniki, które w przedsiębiorstwie pozostają przez okres krótszy od 12 miesięcy. Do podstawowych składników bilansu w części aktywa i drugiej literze (B aktywa obrotowe) wchodzą:
- Zapasy
  - Materiały
  - Półprodukty i produkty w toku
  - Produkty gotowe
  - Towary
  - Zaliczki na dostawy
- Należności krótkoterminowe
  - Należności od jednostek powiązanych
    - Z tytułu dostaw i usług, w okresie spłaty:
      - do 12 miesięcy
      - powyżej 12 miesięcy (jest to wyjątek, co do zasady ujmowane są tu zasoby „żyjące” krócej niż 12 miesięcy)

  - Inne
  - Należności od pozostałych jednostek
    - Z tytułu dostaw i usług, w okresie spłaty:
      - do 12 miesięcy
      - powyżej 12 miesięcy

    - z tytułu podatków, dotacji, ceł, ubezpieczeń społecznych i zdrowotnych oraz innych świadczeń
    - dochodzone na drodze sądowej
    - inne
- Inwestycje krótkoterminowe
  - Krótkoterminowe aktywa finansowe
    - w jednostkach powiązanych
    - w pozostałych jednostkach
    - Z tytułu dostaw i usług, w okresie spłaty:
      - do 12 miesięcy
      - powyżej 12 miesięcy

    - środki pieniężne i inne aktywa pieniężne
      - środki pieniężne w kasie i na rachunkach bankowych
      - inne środki pieniężne
      - inne aktywa pieniężne

  - Inne inwestycje krótkoterminowe
- Krótkoterminowe rozliczenia międzyokresowe.

## Kapitał obrotowy brutto
Istnieje też pojęcie kapitału obrotowego brutto (KOB), które oznacza całkowitą wartość aktywów obrotowych przedsiębiorstwa. Stąd też pod pojęciem „kapitału pracującego” rozumie się często kapitał obrotowy netto.